# Équipe de France de rugby à XV en 1977
L'équipe de France de rugby à XV, en cette année 1977, réussit un grand chelem lors du tournoi. Jacques Fouroux est confirmé dans ses fonctions de capitaine, ce qui met un terme à l'alternance en place avec Richard Astre au poste de demi de mêlée. 
Lors du Tournoi des Cinq Nations 1977, l'équipe de France réussit l'exploit de remporter le grand chelem (vaincre tous ses adversaires sans perdre ni concéder de nul) en utilisant les mêmes joueurs lors des quatre matchs et sans encaisser d'essai. C'est une belle victoire qui n'est pas confirmée face aux All Blacks et qui ne dissimule pas le conflit qui existe entre "le petit capitaine" et son "pack" d'une part, et les partisans d'un jeu plus audacieux d'autre part.

## Contexte
À l'issue d'une saison 1976 réussie et prometteuse, Élie Pebeyre est nommé à la tête du comité de sélection. La seconde place obtenue lors du tournoi précédent (avec une seule défaite face aux Gallois, futur vainqueur) et les deux victoires face à l'Australie en octobre 1976 ont révélé le rôle essentiel de Jacques Fouroux et la force d'un pack pratiquant un jeu d'une rare intensité.
Après avoir fait jouer l'alternance, les sélectionneurs reconduisent Jacques Fouroux à la mêlée en lieu et place de Richard Astre qui paie un peu la défaite (15-12) lors du match de novembre contre la Roumanie et surtout le rôle incontestable de capitaine que tient le Petit Caporal. Ce dernier rappelle devant les caméras de télévisions qu'il ne se « sent pas dans la peau d'un intrus » lorsqu'on lui déclare qu'un sondage donne la faveur du public à Astre, brillant avec son club de Béziers . 
En effet la « horde sauvage » de Fouroux enchaîne les victoires, mais elle est loin de faire l'unanimité. Si l'héroïsme des joueurs, qui pratiquent un jeu d'une rare intensité physique est reconnu, on déplore souvent, au sein de la Fédération comme dans la presse, un manque d'audace et de créativité. Un conflit larvé éclate entre les joueurs, unis derrière leur capitaine, et le comité de sélection. 
Cette tension, mise en veille au cours d'un tournoi fantastique, resurgira dès les premiers doutes face aux All Blacks. Fouroux, excédé, claque la porte après le match de décembre contre la Roumanie et Jean-Pierre Romeu, après 34 sélections et 265 points marqués (record à l'époque) ne sera plus appelé. Ainsi se termine cette première ère Fouroux, aventure d'un groupe uni, symbole d'abnégation : 
Jean-Michel Aguirre, Dominique Harize, Roland Bertranne, François Sangalli, Jean-Luc Averous, Jean-Pierre Romeu, Jacques Fouroux, Jean-Pierre Bastiat, Jean-Claude Skrela, Jean-Pierre Rives, Michel Palmié, Jean-François Imbernon, Robert Paparemborde, Alain Paco et Gérard Cholley sont entrés ensemble dans l'histoire.

## Le Tournoi des Cinq Nations

### France-Galles
Le Tournoi commence donc par un match au sommet entre le vainqueur du Grand Chelem lors du Tournoi précédent et son dauphin français, qui avait laissé passé une victoire à Cardiff (seule défaite de 1976) au terme d'un match magnifique, que va accueillir le Parc des Princes.
C'est le premier match des Français. Les Gallois ont déjà battu l'Irlande (25-9) lors de la première journée. 
Les deux équipes sont à égalité (3-3) à la mi-temps. Le pays de Galles reprend la tête sur une pénalité (6-3) puis craque sur une formidable poussée du pack tricolore qui marque par Jean-Claude Skrela. Comme pour prouver qu'elle n'est pas qu'une équipe d'avants, la France réussit par Harize, à la suite d'une relance d'Aguirre un superbe essai. Les Gallois passent une pénalité à la suite d'une « cravate » de Jean-Pierre Bastiat. La tension est à son comble jusqu'à une pénalité que passe Romeu à la dernière minute.
Le groupe a prouvé sa force et sa cohésion et le lendemain, le journal L'Équipe titrera « Qui n'a pas peur de ce pack? »? . C'est une belle victoire qui satisfait tous les supporters et autorise, avant la rencontre contre l'Angleterre, tous les espoirs.

### Angleterre - France
À la suite des deux victoires de l'Angleterre, fière d'avoir retrouvé une grande équipe et à celle de la France contre le pays de Galles, ce match qui a pris des allures de finale se jouera à guichets fermés devant 70 000 spectateurs. La tension sera exacerbée par une polémique concernant la nomination de l'arbitre, récusée par la FFR. Bastiat est insulté à la suite de sa faute lors du match précédent. Par conséquent une violente campagne antifrançaise commence dans la presse britannique qui se déchaîne et le match aura lieu dans une atmosphère calamiteuse. Les Français entreront sous les sifflets et les crachats du public du stade de Twickenham.
Le match est très difficile et d'une grande intensité physique. Les Anglais laissent passer beaucoup d'occasions et le score restera vierge à la mi-temps. François Sangalli réussit à marquer en coin sur une interception de Fouroux bien relayé par Jean-Michel Aguirre (0-4). Hignell, l'arrière anglais qui avait manqué six pénalités, finit par donner trois points à son équipe à un quart-d'heure de la fin du match. Les Français dominés réussiront à préserver ce point d'écart jusqu'au bout grâce à l'héroïsme de ses avants.
C'est un succès heureux mais méritoire. La France, au terme de ce match, est la seule équipe invaincue et peut rêver au Grand Chelem.

### France-Écosse
Avant ce match et bien que l'équipe soit reconduite pour la troisième fois dans sa globalité, on appelle à plus d'audace. La presse comme l'encadrement du XV de France semble s'accorder et déplorer ce « rugby à 9 » mais on attend les Écossais avec confiance. Aussi cette victoire éclatante (23-3) face à un adversaire relativement faible met à l'honneur le jeu collectif. Alain Paco, Dominique Harize, Robert Paparemborde et Roland Bertranne marquent. Ce match réhabilite un peu les arrières français. Dès lors le Tournoi est gagné et seul le pays de Galles peut venir partager la victoire.

### Irlande-France
Pour le dernier match du Tournoi 1977, l'équipe est à nouveau reconduite et Gérard Cholley, pourtant auteur d'un coup de poing à un joueur écossais, est maintenu. Alain Paco, souffrant d'une crise d'appendicite, tiendra lui aussi son poste. L'Irlande est dernière et a perdu tous ses matchs mais les Français n'ont pas gagné à Lansdowne Road depuis 10 ans (le 15 avril 1967, victoire 6-11).
Le match commence plutôt mal et l'Irlande est en tête à la mi-temps. C'est à la suite d'une récupération dans leurs 22 mètres que les Français marqueront le seul essai du match, Jean-Pierre Bastiat finalisant après une superbe action de Jean-Michel Aguirre et une dernière passe d'Alain Paco.
C'est donc le deuxième Grand Chelem pour le XV de France qui cumule l'exploit de n'avoir encaissé aucun essai avec celui, plus exceptionnel, d'avoir aligné les mêmes quinze joueurs sur l'ensemble des quatre matches.

## Les test-matchs

### La tournée en Argentine
Il y a peu de changements dans l'équipe qui part affronter les Pumas pendant l'été 1977. Paco, Harize et Bastiat sont laissés au repos. On rappelle Yves Brunet, Alain Guilbert et Michel Droitecourt. Daniel Bustaffa effectuera quant à lui sa première sélection dans la ligne de trois-quart.
Le premier match est une formalité et le XV de France l'emporte 26 à 3. Mais le second test est un échec total. Pour la première fois dans le cadre de ses six tournées, la France est tenue en échec par l'Argentine (18-18). Au cours d'une partie sans âme où s'enchaînent fautes et brutalités, aucun essai ne sera marqué et Jean-Michel Aguirre (tout comme Hugo Porta pour l'Argentine) réussit à marquer six pénalités.

### LesAll Blacksen France
Cette rencontre entre le vainqueur du Grand Chelem et la meilleure équipe de l'hémisphère Sud met en jeu le titre théorique de champion du monde.
Pour le premier test, à Toulouse, les sélectionneurs font face à une série de forfaits. Jean-Pierre Bastiat, Jean-Pierre Rives et Jean-Luc Averous sont indisponibles. Cela permet l'arrivée de Guy Novès en sélection. D'abord prévu pour commencer le tournoi 1977, Guy Novès avait cédé sa place à la veille du premier match.
Il aura donc l'honneur de commencer sa carrière en bleu devant son public. Bustaffa, qui avait brillé en Argentine est maintenu. Devant, on a rappelé Alain Guilbert et Jean-Luc Joinel.
La première mi-temps est largement dominé par les Néo-Zélandais, malgré un bel essai de Robert Paparemborde. Il faut toute la réussite de Jean-Pierre Romeu (qui passe 14 points) pour l'emporter sans toutefois convaincre (18-13).
Tout le monde attends désormais le deuxième match au Parc des Princes, une semaine plus tard. Cette fois, les All Blacks réagissent en touche et dominent largement une équipe qui n'a pas digéré ses efforts du premier match et croyait peut-être trop au succès.
Défaits 3 à 15, les querelles resurgissent au sein de l'équipe entre Fouroux et le comité de sélection d'Élie Pebeyre.

### La Roumanie
Cette rencontre habituelle de fin d'année est l'occasion pour le capitaine Jacques Fouroux d'annoncer, juste avant le match, sa retraite internationale. Victoire (9-6) sans panache pendant laquelle on remarque cependant un nouveau venu au poste de trois-quart aile : Christian Belascain.
Dans ce match sans essai, c'est encore Jean-Pierre Romeu qui après avoir manqué ses quatre premiers coups de pied passe tous les points français. Ce dernier n'imagine probablement pas qu'il effectue devant son public de Clermont-Ferrand son dernier match sous le maillot bleu.

## Statistiques

### Tableau des matchs
| Date             | Lieu                | Adversaire       | Score          | Type                     | Equipe |
| 5 février 1977   | Parc des Princes    | Galles           | V 16-9 (9-3)   | Tournoi des Cinq Nations | Jean-Michel Aguirre - Dominique Harize, Roland Bertranne, François Sangalli, Jean-Luc Averous - o Jean-Pierre Romeu m Jacques Fouroux - Jean-Pierre Bastiat, Jean-Claude Skrela, Jean-Pierre Rives - Michel Palmié, Jean-François Imbernon - Robert Paparemborde, Alain Paco, Gérard Cholley 2E : Skrela, Harize - 2P Romeu - 1T Romeu                            |
| 18 février 1977  | stade de Twickenham | Angleterre       | V 4-3 (0-0)    | Tournoi des Cinq Nations | Jean-Michel Aguirre - Dominique Harize, Roland Bertranne, François Sangalli, Jean-Luc Averous - o Jean-Pierre Romeu m Jacques Fouroux - Jean-Pierre Bastiat, Jean-Claude Skrela, Jean-Pierre Rives - Michel Palmié, Jean-François Imbernon - Robert Paparemborde, Alain Paco, Gérard Cholley 1E : Sangalli                                                        |
| 5 mars 1977      | Parc des Princes    | Écosse           | V 23-3 (9-3)   | Tournoi des Cinq Nations | Jean-Michel Aguirre - Dominique Harize, Roland Bertranne, François Sangalli, Jean-Luc Averous - o Jean-Pierre Romeu m Jacques Fouroux - Jean-Pierre Bastiat, Jean-Claude Skrela, Jean-Pierre Rives - Michel Palmié, Jean-François Imbernon - Robert Paparemborde, Alain Paco, Gérard Cholley 4E : Paco, Harize, Bertranne, Paparemborde - 1P : Romeu - 2T : Romeu |
| 19 mars 1977     | Dublin              | Irlande          | V 6-15 (6-3)   | Tournoi des Cinq Nations | Jean-Michel Aguirre - Dominique Harize, Roland Bertranne, François Sangalli, Jean-Luc Averous - o Jean-Pierre Romeu m Jacques Fouroux - Jean-Pierre Bastiat, Jean-Claude Skrela, Jean-Pierre Rives - Michel Palmié, Jean-François Imbernon - Robert Paparemborde, Alain Paco, Gérard Cholley 1E: Bastiat - 3P : Aguirre (2) , Romeu- 1T : Aguirre                 |
| 27 juin 1977     | Buenos Aires        | Argentine        | V 3-26 (3-6)   | Test-match               | Jean-Michel Aguirre - Daniel Bustaffa, Roland Bertranne, François Sangalli, Jean-Luc Averous - o Jean-Pierre Romeu m Jacques Fouroux - Jean-Claude Skrela, Alain Guilbert, Jean-Pierre Rives - Michel Palmié, Jean-François Imbernon - Robert Paparemborde, Yves Brunet, Gérard Cholley 2E : Bustaffa, Bertranne - 5P : Romeu (4), Aguirre - 1D: Romeu            |
| 2 juillet 1977   | Buenos Aires        | Argentine        | N 18-18 (9-0)  | Test-match               | Jean-Michel Aguirre - Daniel Bustaffa, Roland Bertranne, François Sangalli, Michel Droitecourt - o Jean-Pierre Romeu m Jacques Fouroux - Alain Guilbert, Jean-Claude Skrela, Jean-Pierre Rives - Michel Palmié, Jean-François Imbernon - Armand Vaquerin, Christian Swierczinski, Gérard Cholley 6P: Aguirre                                                      |
| 11 novembre 1977 | Toulouse            | Nouvelle-Zélande | V 18-13 (6-10) | Test-match               | Jean-Michel Aguirre - Daniel Bustaffa, Roland Bertranne, François Sangalli, Guy Novès - o Jean-Pierre Romeu m Jacques Fouroux - Alain Guilbert, Jean-Claude Skrela, Jean-Luc Joinel - Michel Palmié, Jean-François Imbernon - Robert Paparemborde, Alain Paco, Gérard Cholley 1E: Paparemborde - 1T : Romeu - 3P: Romeu - 1D : Romeu                              |
| 19 novembre 1977 | Parc des Princes    | Nouvelle-Zélande | D 3-15 (3-9)   | Test-match               | Jean-Michel Aguirre - Daniel Bustaffa, Roland Bertranne, François Sangalli, Guy Novès - o Jean-Pierre Romeu m Jacques Fouroux - Alain Guilbert, Jean-Claude Skrela, Jacques Gasc - Michel Palmié, Jean-François Imbernon - Robert Paparemborde, Alain Paco, Gérard Cholley 1P: Romeu                                                                              |
| 10 décembre 1977 | Clermont-Ferrand    | Roumanie         | V 9-6 (6-0)    | Test-match               | Jean-Michel Aguirre - Guy Novès, Roland Bertranne, Christian Belascain, Jean-Luc Averous - o Jean-Pierre Romeu m Jacques Fouroux - Alain Guilbert, Jean-Claude Skrela, Jean-Pierre Rives - Michel Palmié, Michel Sappa - Pierre Dospital, Alain Paco, Gérard Cholley 3P: Romeu                                                                                    |

### Les joueurs
| Joueurs                | Club                | Pos.             | Sél. | Pts | E | T | P  | D |
| Jean-Michel Aguirre    | * Stade bagnérais   | Arrière          | 9    | 29  |   | 1 | 9  |   |
| Jean-Luc Averous       | * La Voulte sportif | Trois-quart      | 6    |     |   |   |    |   |
| Jean-Pierre Bastiat    | * US Dax            | Troisième ligne  | 4    | 4   | 1 |   |    |   |
| Christian Belascain    | * Aviron bayonnais  | Trois-quart      | 1    |     |   |   |    |   |
| Roland Bertranne       | * Stade bagnérais   | Trois-quart      | 9    | 8   | 2 |   |    |   |
| Yves Brunet            | * USA Perpignan     | Talonneur        | 1    |     |   |   |    |   |
| Daniel Bustaffa        | * US Carcassonne    | Trois-quart      | 4    | 4   | 1 |   |    |   |
| Gérard Cholley         | * Castres olympique | Pilier           | 9    |     |   |   |    |   |
| Pierre Dospital        | * Aviron bayonnais  | Pilier           | 1    |     |   |   |    |   |
| Michel Droitecourt     | * ASM Clermont      | Trois-quart      | 1    |     |   |   |    |   |
| Jacques Fouroux        | * FC Auch           | Demi de mêlée    | 9    |     |   |   |    |   |
| Jacques Gasc           | * SC Graulhet       | Troisième ligne  | 2    |     |   |   |    |   |
| Alain Guilbert         | * RC Toulon         | Deuxième ligne   | 4    |     |   |   |    |   |
| Dominique Harize       | * Stade toulousain  | Trois-quart      | 4    | 8   | 2 |   |    |   |
| Jean-François Imbernon | * USA Perpignan     | Deuxième ligne   | 8    |     |   |   |    |   |
| Jean-Luc Joinel        | * CA Brive          | Troisième ligne  | 1    |     |   |   |    |   |
| Guy Novès              | * Stade toulousain  | Trois-quart      | 3    |     |   |   |    |   |
| Alain Paco             | * AS Béziers        | Talonneur        | 7    | 4   | 1 |   |    |   |
| Michel Palmié          | * AS Béziers        | Deuxième ligne   | 9    |     |   |   |    |   |
| Robert Paparemborde    | * Section paloise   | Pilier           | 7    | 8   | 2 |   |    |   |
| Jean-Pierre Rives      | * Stade toulousain  | Troisième ligne  | 7    |     |   |   |    |   |
| Jean-Pierre Romeu      | * ASM Clermont      | Demi d'ouverture | 9    | 59  |   | 4 | 15 | 2 |
| François Sangalli      | * RC Narbonne       | Trois-quart      | 8    | 4   | 1 |   |    |   |
| Michel Sappa           | * RRC Nice          | Deuxième ligne   | 1    |     |   |   |    |   |
| Jean-Claude Skrela     | * Stade toulousain  | Troisième ligne  | 9    | 4   | 1 |   |    |   |
| Christian Swierczinski | * CA Bègles         | Talonneur        | 1    |     |   |   |    |   |
| Armand Vaquerin        | * AS Béziers        | Pilier           | 1    |     |   |   |    |   |